# Cyclisme à Spa
L’histoire du sport-cyclisme à Spa de la fin du XIXe siècle à aujourd’hui, suit de près l’histoire mondiale de ce sport ; de la généralisation de la bicyclette à l’apparition du VTT. Le cyclisme à Spa et sa région, nonobstant son relief accidenté, s’est implanté solidement dans les compétitions sportives internationales de cyclotourisme ou de VTT, dans le sport amateur comme dans les pratiques de détente sportive de tout un chacun, habitants tant que touristes.

## Histoire
Dans les années 1890, la bicyclette fit son apparition au niveau industriel en Europe. Le vélodrome de Spa ne tarda pas à se créer dans cette nouvelle « folie du vélo ». La plus ancienne course cycliste encore disputée, Liège-Bastogne-Liège, fut créée en 1897 à travers le massif ardennais. Le premier Tour de France vit le jour en 1903. Spa accueillit trois fois une étape du Tour de France dont une arrivée en 1989 sur le circuit de Spa-Francorchamps. Pour 2010, une nouvelle étape du Tour à Spa est décidée. En 1978,  au départ et à l’arrivée de Spa, la première édition de la course cyclotouriste, la Flèche de Wallonie vit le jour ; elle a lieu encore aujourd’hui. Le Spa Cycle Festival fut organisé de 1992 à 2001. Il comprenait la Flèche wallonne cyclotouriste, une arrivée d’étape du Triptyque ardennais mais aussi du vélo-trial, la descente et le cross-country VTT.
Le VTT, ou en anglais mountain bike (MTB), fut lancé dans les années ’70 en Californie. Il arriva en Europe dans les années ’80 et Spa, bien adaptée par son relief vallonné, prit rapidement part à son succès. Dès 1988, la première Grundig Cup (qui préfigurait la Coupe du Monde VTT) fut organisée à Spa. Ensuite, pas une année ne se passa sans que s’y tienne une épreuve de niveau national et/ou international ; de la Coupe de Belgique à la Coupe du Monde en passant par celles du Benelux et d’Europe. De plus, depuis 2001, les 24 h VTT de Spa s’y déroulent chaque année.

## Vélo Tout Terrain (VTT)

### 24 h et 6 h VTT de Spa
Les 24 h VTT de Spa est un évènement sportif annuel créé en 2001 qui se tient traditionnellement le deuxième week-end de septembre. Il fait suite au Spa Cycle Festival qui se tint de 1992 à 2001. Pour la 6e édition 2007 des 24h, il s’y ajoutera conjointement les 6 h VTT de Spa. Ce sont des courses d’endurance (8 personnes maximum par équipe) sur un parcours de +/- 4,5 km dont 80 % en terre sur le site du centre sportif de la Fraineuse. En 2006, 51 équipes ont concouru.

### Coupe du monde VTT de cross-country et trial
Une manche de la première Grundig Cup s’est tenue à Spa en 1988. Le Spadois Raymond Desonay y gagna le titre de champion du monde. La manche belge de la Coupe fut aussi organisée à Spa en 1989, puis à Houffalize de 1990 à 2002. En 2002, c’est le Gantois Filip Meirhaeghe qui prit le relais belge du titre de champion du monde. En 2005 et en 2006, une manche de la Coupe du Monde de cross-country s’est tenue sur le site boisé du circuit de Spa-Francorchamps. En 2007, c’est Verviers, ville voisine alliée à Spa dans le cadre de l’Ardenne bleue, qui organisera une manche de cette Coupe.

### Randonnées
Une carte de 9 randonnées VTT balisées à travers Spa et Theux, pour cyclistes avertis, est disponible à l’Office du Tourisme de Spa. Différentes randonnées sont organisées à Spa par les associations sportives ; la 17e randonnée du Spa VTT s’est tenue en mars 2007 avec des parcours de 15 à 44 km. Le Groupement Régional Gileppe Hautes Fagnes a été créé en 1991 en réunissant les principaux organisateurs de randonnées VTT de la région.

## Cyclotourisme
Depuis 1978, la Flèche de Wallonie est organisée par le club Cyclo-Spa au mois de mai au départ et à l’arrivée de Spa. Cette course fêtera sa trentième édition en 2008. La Flèche de Wallonie est une course de 210 km, 3825 m de dénivelé avec 20 côtes. La Petite Flèche de Wallonie comprend 160 km, 2991 m de dénivelé avec 17 côtes. Et la Fléchette de Wallonie compte 120 km, 2296 m de dénivelé.
Le Triptyque ardennais est la quatrième course cycliste par étapes en Belgique. Elle est ouverte aux « Espoirs et Élites » de niveau international et se déroule en trois étapes. Spa a accueilli la course de 1992 à 2001.
La course Hasselt-Spa-Hasselt, longue de 161,8 km, fut en mai 2007, la quatrième manche de la Lotto Top Competition.
Le cyclotouriste amateur peut aussi aisément découvrir Spa et sa région à travers ses forêts, ses routes sinueuses, ses paysages insolites, etc. La déclivité du relief nécessite un matériel adapté et l’activité se rapprochera plus du sport amateur que du tourisme balade à vélo improviséE.

## Amateur
Qu’il soit cyclotouriste ou vététiste, l’amateur trouve à Spa les locations et l’infrastructure dont il aura besoin tout en foulant les lieux d’exploits de champions mondiaux toutes catégories.